# Kulturzentrum Schlachthof (Kassel)

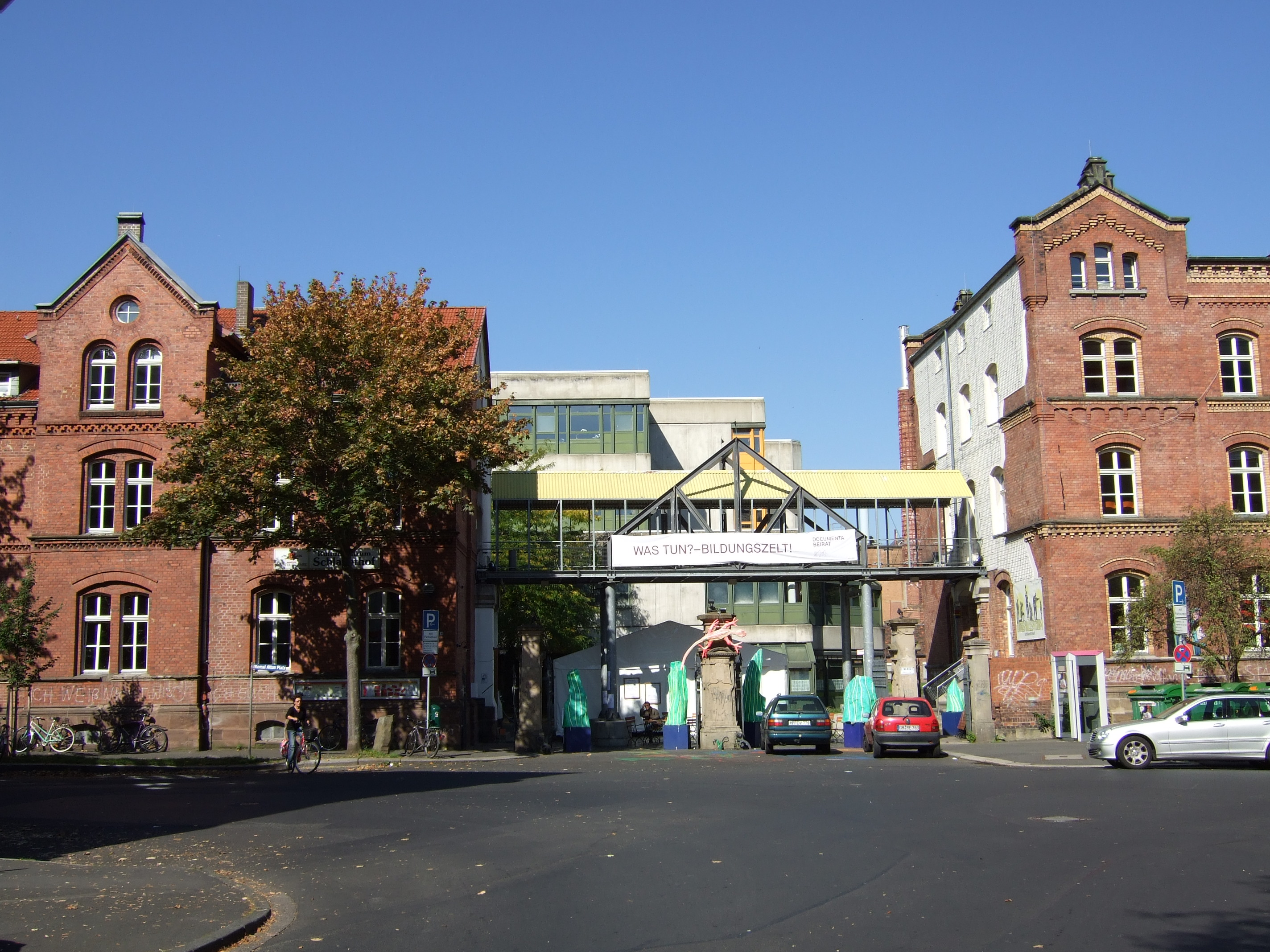
Vorderansicht des Schlachthofes

Das Kulturzentrum Schlachthof ist ein Veranstaltungsort, Beratungszentrum und kultureller Treffpunkt in Kassel. Es liegt in der Mombachstraße im vorderen Teil des Stadtteils Nord-Holland, auch Kasseler Nordstadt genannt. Das Kulturzentrum ist Mitglied bei LAKS Hessen und im Paritätischen Wohlfahrtsverband. Getragen wird es vom gleichnamigen gemeinnützigen Verein.

## Geschichte
Das Kulturzentrum entstand in der Folge der Verlagerung des Schlachthofes in den Kasseler Stadtteil Waldau 1973. Der Gebäudekomplex des alten Schlachthofes wurde zunächst weitgehend abgerissen, lediglich die Torhäuser blieben erhalten. 1978 wurden die Räumlichkeiten von einer Bürgerinitiative bezogen, die ein Kultur- und Stadtteilzentrum eingefordert hatte. Der Erhalt der Gebäude wurde durchgesetzt. Migrantenorganisationen nahmen dort, zum Teil in Zusammenarbeit mit dem Deutschen Gewerkschaftsbund (DGB), ihre Arbeit auf, ebenfalls wurde ein kommunales Jugendzentrum installiert. Die ehrenamtlichen, selbstverwalteten Strukturen wurden ab 1981 mit Hilfe einer bis heute fortdauernden Förderung durch die Stadt Kassel auf hauptamtliche Beine gestellt.

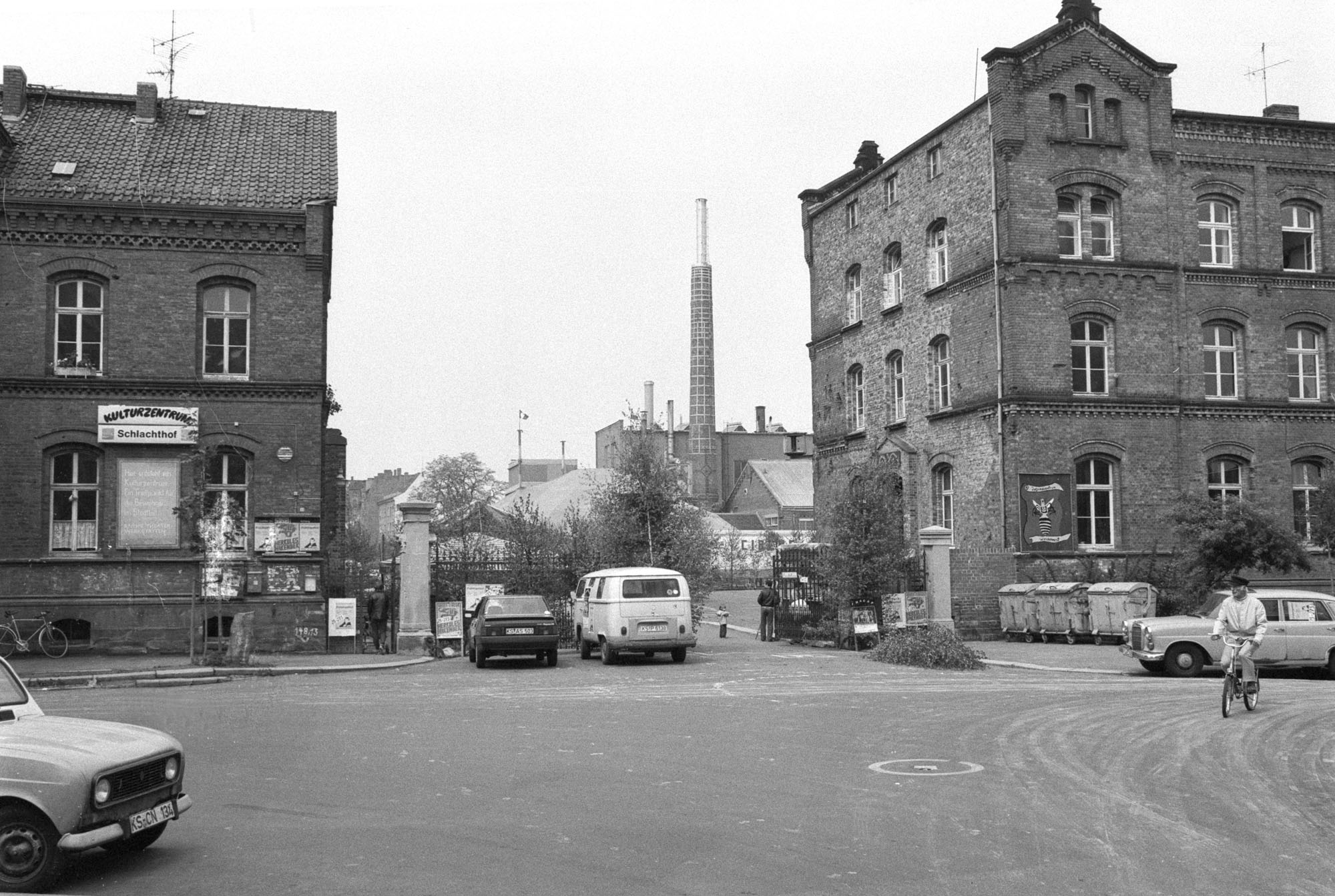
Historische Aufnahme des Kulturzentrums Schlachthof aus dem Jahr 1984

## Ziele und Aktivitäten
Die Nordstadt hat mit ca. 36 Prozent (Stand 2015) den im Vergleich zu anderen Kasseler Stadtteilen mit Abstand höchsten Anteil nicht-deutscher Bewohner an der Bevölkerung. Neben Konzerten und anderen Events für jüngeres Publikum stehen daher vor allem Beratungs- und Bildungsangebote für Zugewanderte im Fokus des Vereins. Die „Förderung von Dialog und Kommunikation zwischen Menschen unterschiedlicher sozialer und ethnischer Herkunft“ ist dabei explizit als eines der Ziele in der Satzung des Trägervereins festgehalten.
Durch die Anmietung zahlreicher Geschäfte im angrenzenden Quartier besteht ein breites Betreuungs-, Eingliederungs- und Integrationsangebot. So ist das Kulturzentrum auch berechtigter Träger des Programms des Europäischen Sozialfonds für die berufsbezogene Deutschförderung und damit Kooperationspartner des Bundesamtes für Migration und Flüchtlinge (BAMF).
Ein weiterer Schwerpunkt des Engagements des Kulturzentrums liegt auf der Jugendarbeit. Das kommunale Jugendzentrum besteht fort, es gibt regelmäßige Veranstaltungen für Kinder und Jugendliche sowie einzelne Projekte. Das allgemeine Kulturprogramm des Schlachthofs umfasst in rund 220 Veranstaltungen im Jahr ein breites Spektrum und reicht von Konzerten und Discoabenden über Comedy, Lesungen, Workshops bis hin zu Informations- und Diskussionsveranstaltungen. Die musikalischen Schwerpunkte des Schlachthofs liegen bei Weltmusik, Jazz, HipHop, Punk und NeoFolk. Seit 2010 findet jährlich (mit einigen Unterbrechungen) unter Mitplanung des Kulturzentrums das „Umsonst-und-Draußen-Festival“ im benachbarten Nordstadtpark statt.
Generell bietet der Schlachthof für Gruppen und Vereine sieben Gruppenräume unterschiedlicher Größe (bis 60 Personen), eine Teeküche und zwei Musikübungsräume. Die angegliederte Kneipe wird unter anderem von Schülern der benachbarten Berufs- und Fachoberschule Elisabeth-Knipping-Schule in den Schulpausen frequentiert.
Das Kulturzentrum Schlachthof war 2007 bei der documenta 12 erstmals ein offizieller Standort des Kasseler Kunst-Events.
Von Sommer 2017 bis Frühjahr 2019 wurde das Kulturzentrum für 4,5 Millionen Euro umgebaut und energetisch saniert. Am 14. und 15. Juni fand dort zum 40. Jubiläum des Kulturzentrums das 40. Internationale Frühlingsfest statt. Nach einer Pause aufgrund der COVID-19-Pandemie wurde das 41. Internationale Frühlingsfest am 10. und 11. Juni 2022 gefeiert.

## Auszeichnungen
- 1998: Kulturpreis der Stadt Kassel für den Jugendkulturbereich des Kulturzentrums[9]
- 2016: APPLAUS, Förderpreis der Initiative Musik zur Auszeichnung unabhängiger Spielstätten für „kulturell herausragende Livemusikprogramme, die maßgeblich zum Erhalt der kulturellen Vielfalt in Deutschland beitragen“[10][11]